# 对称函数
数学中，若n元函数无论变量顺序如何，值都相同，就称之为对称函数。例如，二元函数{\displaystyle f\left(x_{1},x_{2}\right)}，当且仅当{\displaystyle \forall x_{1},\ x_{2},\ \left(x_{1},x_{2}\right),\ \left(x_{2},x_{1}\right)\in {\rm {dom}}(f),\ f\left(x_{1},x_{2}\right)=f\left(x_{2},x_{1}\right)}，f是对称函数。最常见的对称函数类型是多项式函数，由对称多项式给出。
一个相关概念是交错多项式，其在变量互换后只有符号改变。除多项式函数外，作为多个向量的函数的张量也可以是对称的，实际上向量空间V上的对称k-向量空间同构于V上的k次齐次多项式空间。对称函数同奇函数与偶函数是不同的概念。

## 对称化
给定任意一个n元函数f，其在阿贝尔群中取值。可对参数的所有排列求和，构造得对称函数。同样，对偶置换求和、再减去奇置换的求和，就可构造出反对称函数。这些运算不可逆，而且很可能使得非平凡的f变为等于0的常数函数。若已知f的对称化与反对称化，则只能恢复二元的f，且阿贝尔群允许除以2（加倍的逆），这时f等于其对称化与反对称化之和的一半。

## 例子
- 考虑实值函数
{\displaystyle f(x_{1},x_{2},x_{3})=(x-x_{1})(x-x_{2})(x-x_{3}).}
由定义，n元对称函数满足以下性质
{\displaystyle f(x_{1},x_{2},\ldots ,x_{n})=f(x_{2},x_{1},\ldots ,x_{n})=f(x_{3},x_{1},\ldots ,x_{n},x_{n-1}),\quad {\text{ etc.}}}
一般来说，变量的排列不影响函数值。本例中
{\displaystyle (x-x_{1})(x-x_{2})(x-x_{3})=(x-x_{2})(x-x_{1})(x-x_{3})=(x-x_{3})(x-x_{1})(x-x_{2})}
以此类推，适用于{\displaystyle x_{1},x_{2},x_{3}}的所有排列。
- 考虑函数
{\displaystyle f(x,y)=x^{2}+y^{2}-r^{2}.}
若x、y互换，函数变为
{\displaystyle f(y,x)=y^{2}+x^{2}-r^{2},}
结果与原{\displaystyle f(x,y)}相同。
- 再考虑函数
{\displaystyle f(x,y)=ax^{2}+by^{2}-r^{2}.}
若x、y互换，函数变为
{\displaystyle f(y,x)=ay^{2}+bx^{2}-r^{2}.}
若{\displaystyle a\neq b}，这样就和原函数不一样了，因此是非对称函数。

## 应用

### U-统计量
统计学中，对k-样本统计量进行自助的对称化，可得n元对称函数的n样本统计量，称作U-统计量。例子如样本均值和样本方差。